# Prolacerta
Prolacerta (llatí, "llangardaix d'abans") és un gènere extingit d'arcosauromorf de principis del Triàsic. Habitava a Sud-àfrica, tot i que també s'han trobat restes fòssils a l'Antàrtida.